# Mustafa Abdülcemil Qırımoğlu
Mustafa Abdülcemil Qırımoğlu (en tàtar de Crimea, Mustafa Abdülcemil Cemilev, Мустафа Абдульджемиль Джемилев; ucraïnès: Мустафа́ Абдульджемі́ль Джемі́лєв, en ucraïnès transliterat, Mustafá Dzhemílev; rus: Мустафа́ Абдулджеми́ль Джеми́лев; Ay Seres, Unió Soviètica, 13 de novembre de 1943) és un polític i expresident del Congrés del Poble Tàtar de Crimea.

## Trajectòria
Va néixer a Ay Seres (en l'actualitat Mizhrichchia), Crimea, el 1943. El seu pare Abdülcemil i la seva mare Mahfure van ser deportats durant l'estalinisme a les muntanyes dels Urals per ser fills de famílies benestants. Durant la Segona Guerra Mundial, la seva família va tornar clandestinament a Bozköy, Crimea. No obstant això, el 18 de maig de 1944, quan Mustafa Abdülcemil Qırımoğlu era encara un nadó, van ser deportats, com tots els tàtars de Crimea, a la regió d'Andidjan, a l'Uzbekistan.
En ser-li prohibida la matrícula en Llengua i Literatura àrab a la Universitat de Taixkent, perquè pertanyia a un dels pobles no lleials als soviètics, va començar a treballar en una fàbrica.
El 1961, juntament amb les seves amistats, va fundar l'Organització Nacional de la Joventut dels Tàtars de Crimea. Unes setmanes després,el líder de l'organització va ser detingut i Qırımoğlu va ser acomiadat del seu lloc de treball. El 1962, es va matricular a l'Institut de Mecanització Agrícola i Reg de Taixkent. Tanmateix, tres anys més tard, a petició del KGB, va ser expulsat per fer propaganda en contra del Partit Comunista de la Unió Soviètica en escriure i distribuir entre l'estudiantat l'article Civilització turquesa als segles XIII-XVII a Crimea.

## Detencions
Després de ser expulsat de l'institut va ser cridat a files. Va ser detingut i condemnat a un any i mig de presó per declarar que
| « | No faré el servei militar per a un estat que no reconeix la meva nació. | » |

El 1968, va formar part d'un grup d'intel·lectuals que protestava a Moscou contra la invasió de Txecoslovàquia per les forces del Pacte de Varsòvia i, l'any següent, va ser detingut pel seu activisme. També van ser detinguts el poeta jueu Ilya Gabay i el cèlebre general Piotr Grigorenko, heroi de la Segona Guerra Mundial. El general de l'Exèrcit Roig va ser condemnat a 5 anys en un hospital psiquiàtric, i Ilya Gabay i Qırımoğlu condemnats a 3 anys de presó per defensar dels drets dels tàtars de Crimea,
Mustafa Abdülcemil va ser detingut per tercera vegada el 1974 per un període d'1 any i deportat a un gulag a Sibèria. Tres dies abans de sortir del camp, l'administració encetà un nou judici acusant-lo d'escriure en les seves cartes propaganda i calúmnies contra l'URRS. A continuació, Qırımoğlu inicià una vaga de fam que va durar 303 dies. Durant aquesta vaga de fam va ser alimentat per la força.
Tant el famós físic Andrei Sàkharov com el general Piotr Grigorenko, intel·lectuals soviètics i activistes de drets humans, van exigir el seu alliberament escrivint cartes a les Nacions Unides, a la Lliga Mundial Islàmica i a organitzacions de drets humans. En aquells anys a Turquia es publicà la notícia que l'activista pels drets humans Qırımoğlu havia estat assassinat a la presó. Aquesta notícia donà origen a multitudinàries manifestacions a favor seu, reunions, protestes i vagues de fam. Les autoritats soviètiques, ignorant la vaga de fam i l'opinió pública mundial, el jutjaren a la ciutat d'Omsk i el condemnaren a 2,5 anys de treballs forçats al Camp de Treball Primoraki a la frontera amb Xina. Durant el judici no van deixar entrar al públic, ni als familiars, ni a Andréi Sájarov i la seva esposa Ielena Bónner, sinó que van omplir l'audiència amb membres del KGB i del Ministeri d'Interior. Després de completar el període de càstig va ser portat a la ciutat de Taixkent. Tenia prohibit sortir de la ciutat, sortir de casa de les 20:00 fins a les 06:00, entrar en llocs públics (cafès, salons de te, teatres, places, mercat, etc.) i l'obligació de presentar-se cada setmana a la comissaria.
Un any més tard, violant els termes de la custòdia oberta, va ser arrestat per cinquena vegada. Aquesta vegada va estar durant 4 anys a la localitat de Zyryanka, situada al marge esquerre del riu Kolimà a la República de Sakhà. Després de tornar a casa va decidir instal·lar-se amb la seva família a Crimea. Tres dies més tard va ser pres i deportat per la força a l'Uzbekistan i després seria reassentat a la ciutat d'Yangiyo‘l.
El novembre de 1983 va ser detingut per sisena vegada, jutjat a Taixkent i condemnat a 3 anys de treballs forçats en un camp de treball. Els càrrecs eren els de sempre: difamar la política interna i exterior de l'URSS, ser antisoviètic, escriure un informe en el qual es condemnava la invasió de l'Afganistan i intentar contactar amb al seu pare a Crimea. El seu pare va morir a la regió de Krasnodar el 1983. Just abans de sortir del camp de treball, prop de la ciutat de Magadan, el 1986, s'inicià un nou judici contra Qırımoğlu en el qual el condemnaren a 3 anys de presó. Després de rebre aquesta notícia, Turquia i els Estats Units començaren una intensa campanya i Ronald Reagan, com un requisit previ per assistir al primera cimera Gorbatxov-Reagan, a la ciutat de Reykyavík, demanà l'alliberament de Qırımoğlu i 5 activistes més dels drets humans. Fou una llibertat condicional, i en el cas d'assistir a actes polítics hauria de complir 3 anys de presó.

## Lideratge
Qırımoğlu, en sortir de la presó, es reuní amb els membres del Moviment Nacional dels Tàtars de Crimea i continuà les seves activitats amb perspectiva nacional. El 1987, va organitzar a la Plaça Roja amb altres companys de militància unes manifestacions de tàtars de Crimea com mai no s'havien vist a la Unió Soviètica.
El maig de 1989, a Taixkent, en la reunió general dels grups del Moviment Nacional dels Tàtars de Crimea, Qırımoğlu va ser elegit president. Sota la direcció d'aquesta organització, i com a resultat de les eleccions dels tàtars de Crimea, reuní a Aqmescit la II Assemblea Nacional dels Tàtars de Crimea el 26 de juny de 1991. L'assemblea va triar a Mustafa Abdülcemil Qırımoğlu com a President del Consell Nacional dels Tàtars de Crimea.
El novembre de 2001, la IV Assemblea Nacional dels Tàtars de Crimea tornà a elegir com a president del Consell Nacional dels Tàtars de Crimea a Mustafa Abdülcemil Qırımoğlu. Des de novembre de 2013 aquesta presidència l'exerceix Refat Chubárov. Mustafá Dzhemílev està casat i té tres fills. Actualment viu a Bakhtxissarai.

## Crisi de Crimea
El primer ministre interí de Crimea, Serguéi Aksiónov, va acusar el 23 d'abril de 2014 a Mustafa Abdülcemil Qırımoğlu de «tramar provocacions contra la pau ètnica» a la República de Crimea adherida a Rússia des del 18 de març. El dia interior havia intentat entrar a Crimea des d'Ucraïna, però se li va comunicar que Rússia l'havia declarat persona non grata per cinc anys. El Servei Rus de Migració va declarar no tenir relació amb l'incident. Aksiónov, per la seva banda, va afirmar que no havia vist cap document sobre la prohibició de Qırımoğlu d'ingressar a la península. També va dir que podia visitar Crimea lliurement «sempre que sigui amb bons propòsits i intencions, per avalar l'actuació del Govern i el Parlament».
Anteriorment, l'expresident del Consell Nacional dels Tàtars de Crimea s'havia negat a avalar el referèndum del 16 de març on es va imposar l'opció de l'ingrés de Crimea a la Federació Russa. Durant el referèndum estava a Ankara, on va celebrar una conferència de premsa conjunta amb el ministre d'exteriors turc Ahmet Davutoğlu. Qırımoğlu havia afirmat que els resultats «van ser manipulats per Rússia». El 14 d'abril, Qırımoğlu va ser condecorat amb l'Ordre de la República pel president turc, Abdullah Gül.